# Chapelle-lez-Herlaimont
Chapelle-lez-Herlaimont ist eine Gemeinde in der Provinz Hennegau im wallonischen Teil Belgiens.
Die Gemeinde besteht aus den Ortschaften Chapelle-lez-Herlaimont, Godarville und Piéton.

## Verkehr
Nördlich der Gemeinde verläuft die belgische Autobahn A 15 (Europastraße 42). Die Anschlussstelle 18 Chapelle-lez-Herlaimont ermöglicht die Verbindung mit dem internationalen Straßennetz.

## Gemeindepartnerschaft
Partnergemeinde von Chapelle-lez-Herlaimont ist Santa Elisabetta auf der italienischen Insel Sizilien.

## Weblinks

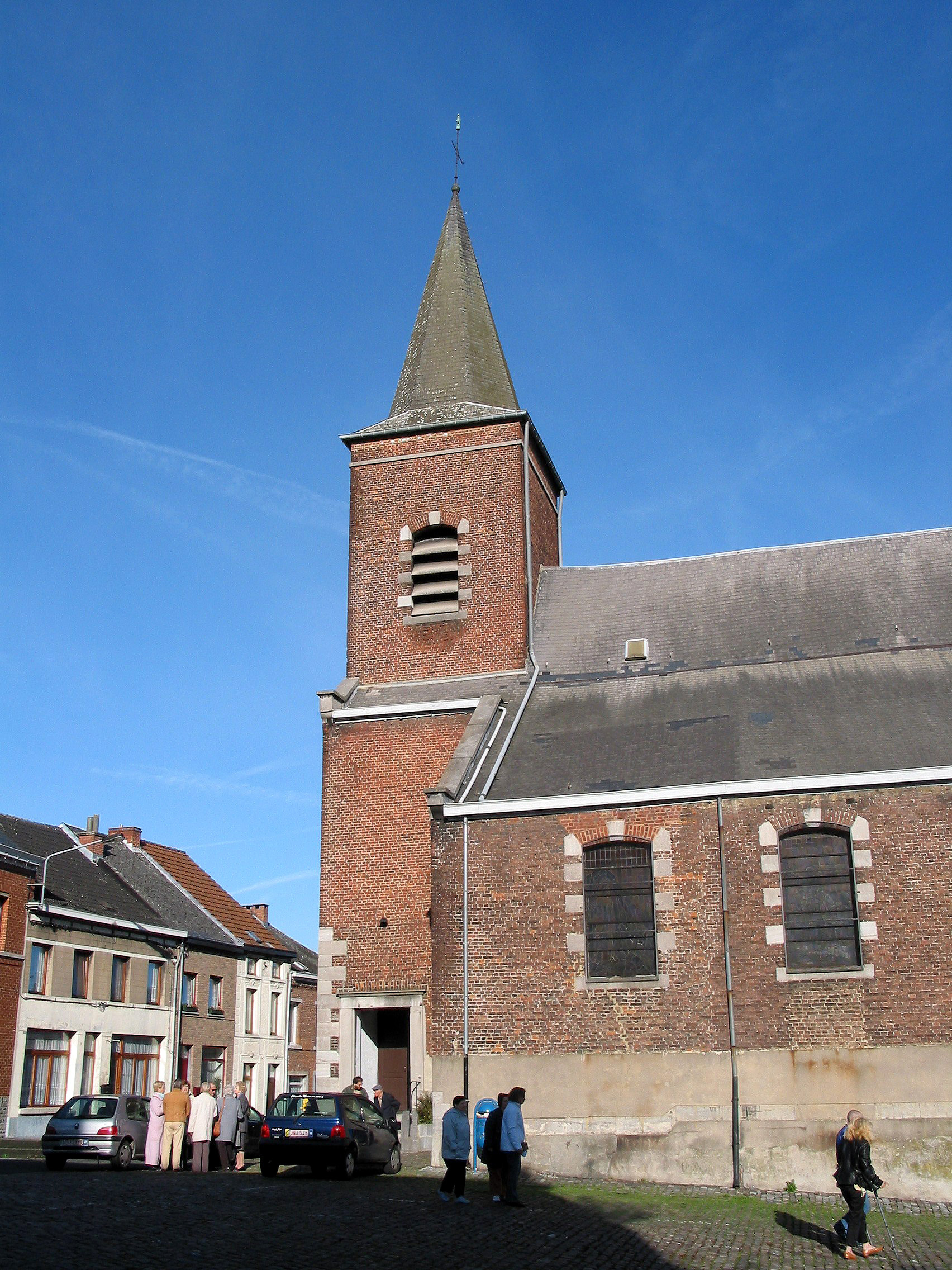
Kirche Saint-Germain

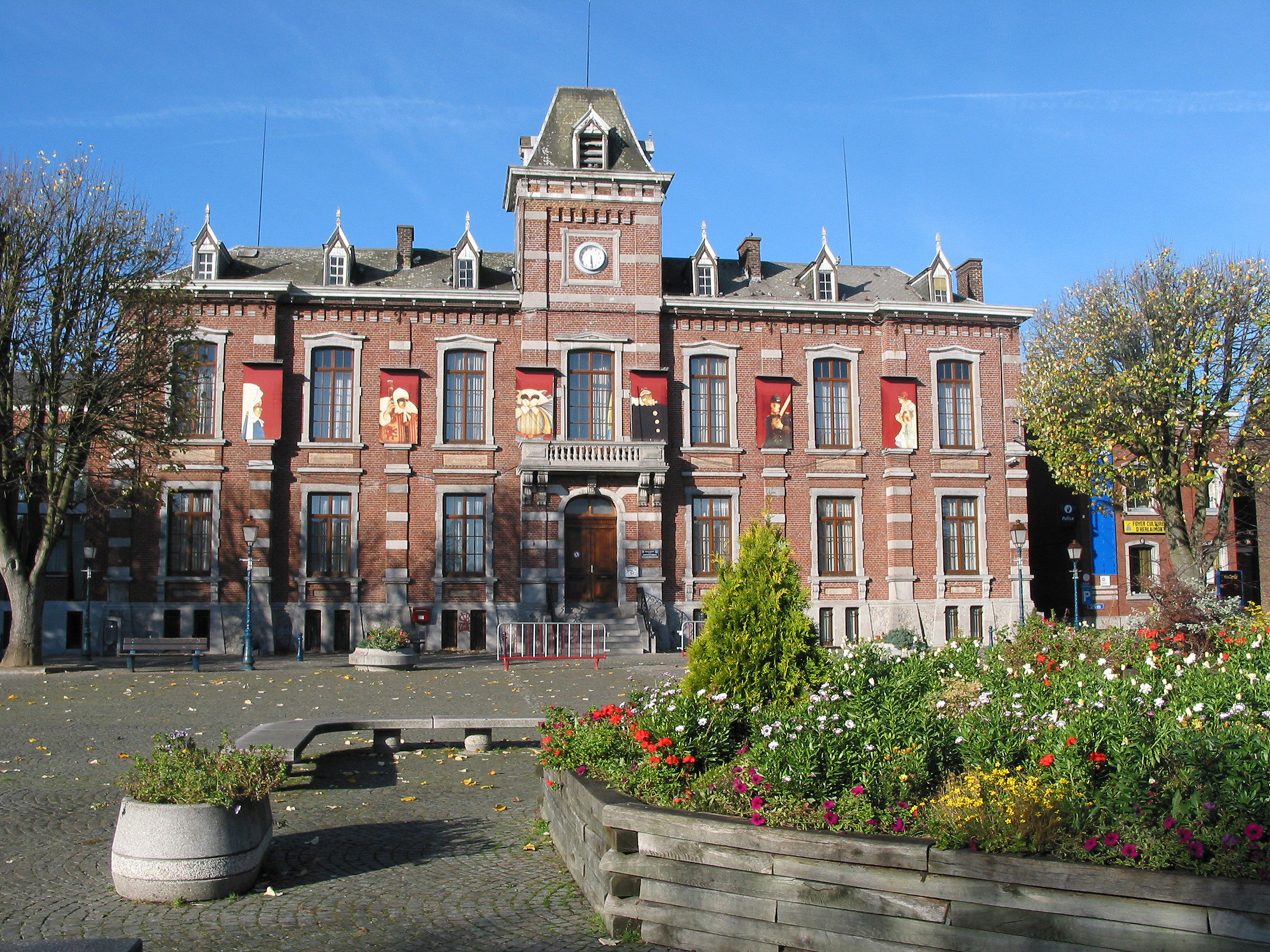
Rathaus